# Wilhelm Rüter
Wilhelm Rüter (* 19. November 1903 in Hannover; † 28. März 1982 ebenda) war ein deutscher Schauspieler, Theaterdirektor und Regisseur.

## Ausbildung
Rüter erhielt seine Ausbildung als Schauspieler und Dramaturg bei Hans Ebert, Johann Frerking und bei dem Literaturwissenschaftler Wolfgang Stammler. Sein Debüt am Schauspielhaus Hannover gab er in dem Stück „Louis Ferdinand Prinz von Preußen“ von Fritz von Unruh, das der hannoversche Schauspieldirektor Rolf Roenneke inszeniert hatte. Wilhelm Rüter ist zeit seines Lebens seiner Heimatstadt Hannover als Schauspieler, Rezitator sowie als Hörfunksprecher und Reporter treu geblieben.

## Theaterdirektor in Hannover
Nach dem Zweiten Weltkrieg übernahm Wilhelm Rüter die Leitung des „Theaters in der Brücke“. Als das Theater 1960 geschlossen wurde, fand Rüter als Direktor des „Theaters im Künstlerhaus“ in der Sophienstraße eine neue künstlerische Heimat. In dem historischen Bauwerk, erbaut im Jahre 1855 im sogenannten „hannoverschen Rundbogenstil“, hat der Theaterprinzipal sein Theater über alle finanziellen Klippen bis 1970 geleitet. Auf dem Programm  standen Werke von klassischen Autoren, Komödien von Curt Goetz und neuen Autoren des Boulevard-Genres, sowie die beliebten Märchenstücke für Kinder. Mitarbeiter  waren u. a.  Mitglieder seiner Familie: der Bühnenbildner und Maler Karl Rüter, sowie Wilhelm Rüters Sohn Volker als Beleuchtungsmeister und vor allem seine begabte Tochter, die Schauspielerin Elfi Rüter. In der Theaterverwaltung waren zeitweise seine Frau Hildegard und seine Tochter Heide Rüter beschäftigt. Das „Familien-Theaterunternehmen Rüter“ hatte in den 50er und 60er Jahren einen guten Namen und hat die hannoversche Theatergeschichte mitgeschrieben und bereichert. Zu Rüters Schauspielensemble dieser Jahre zählten u. a.  Elfriede Rückert, Herbert Mensching, Beatrice Coran, Luscha Wendt, Franz Köchel und Michael Lemanski. Zwei herausragende Produktionen unter der Direktion von Wilhelm Rüter bleiben bis heute im Gedächtnis: Jean Anouilhs Medea und Tennessee Williams’ Endstation Sehnsucht, beide mit Elfriede Rückert, in der Inszenierung von Rolf Roenneke.

## Abschied vom Theater
Als 75-Jähriger  spielte Rüter noch einmal seine Lieblings- und Glanzrolle, den pfiffigen Bauernknecht Willem Tameling in August Hinrichs’ Komödie Wenn der Hahn kräht, in seinem geliebten Calenberger Platt an Reinhold Rüdigers Landesbühne Hannover, die 2007 mit dem Stadttheater Hildesheim zum Theater für Niedersachsen vereinigt worden ist. Bis zu seinem Tode lebte Wilhelm Rüter in Hannover-Herrenhausen und war bis zuletzt aktiv als Rezitator, vor allem mit Werken von Wilhelm Busch.

## Ehrung
- Niedersächsischer Verdienstorden am Bande für seine Verdienste um das Kulturleben in Hannover und Niedersachsen.